# Docudrama
Docudrama, termo que se confunde com docuficção, de que é uma espécie,[carece de fontes?] é um neologismo anglófono que designa em geral uma obra televisiva cujo género se situa entre a ficção e o documentário. Docudrama, também chamado de drama documentário, é um estilo de documentário que apresenta de forma dramática a reconstituição de fatos, utilizando-se atores para isso. Podem ser representados assuntos contemporâneos ou eventos históricos. Deriva-se do jornalismo, cinema e rádio dos séculos XIX e XX. Apesar da tentativa da representar o real, muito é questionado sobre o docudrama, pois críticos defendem que a filmagem nunca é fiel ao fato original, podendo representar ângulos e pontos de vista particulares. Sua diferença dos dramas tradicionais é seu contexto real histórico. É frequente o uso da docuficção em emissões de televisão destinadas a ilustrar com actores um facto real. É nesse sentido que o termo docudrama é mais usado. É por vezes usado também para referir um documentário com fins didácticos ou de ilustração histórica.
A definição docudrama tem como uma de suas primeiras utilizações, a definição dada por Edgar E. Willis, escritor canadense, em 1951: “Um programa que apresenta informação ou explora um problema de forma dramática, com ênfase, geralmente, em seu significado social”. Também no século XX, depois da II Guerra Mundial, o produtor Louis de Rochemont trouxe a estética dos noticiários aos seus filmes. Peter Watkins é também um dos pioneiros em docudramas, responsável por produções como O Jogo da Guerra (1965), Edvard Munch (1973) e La Commune (2000).
Seus antecedentes contam com diversos gêneros, entre eles o teatro e a literatura. Como exemplo, é possível destacar as tragédias gregas, que se utilizavam de histórias ou mitos com interpretações próprias de cada dramaturgo. O mesmo é visto, mais tarde, com o teatro de Shakespeare, que usava também registros históricos em suas peças.

## Docuficção em Portugal
A tradição cinematográfica portuguesa está profundamente ligada desde o seu início à docuficção. Em 1930, Maria do Mar de Leitão de Barros, considerada a segunda docuficção a nível mundial, marca o início deste movimento, que, sempre presente nas décadas seguintes, alcançaria a sua maturidade nos anos 70 do século XX, no trabalho de realizadores como António Campos, Ricardo Costa ou António Reis, em filmes como Trás-os-Montes ou Jaime. O trabalho deste último como professor na Escola de Cinema do Conservatório Nacional, entre 1979 e 1991, da qual brotou a quase totalidade dos realizadores portugueses de então até hoje, permitiu que o cinema português assumisse a sua natureza docuficcional, que resultou no trabalho de cineastas como Pedro Costa.

## Definições
- Compact Oxford English Dictionary:  «um filme dramatizado baseado em eventos reais e incorporando aspectos de documentário».
- Cambridge Advanced Learner's Dictionary: «um programa de televisão cuja história se baseia num evento ou situação que realmente aconteceu, embora não pretenda ser fiel em todos os detalhes»
- Wiktionary: «Um tipo de drama (um filme, espectáculo de televisão, uma peça de teatro) que combina elementos de documentário e drama, mostrando até certo ponto eventos reais e até certo ponto usando actores representando recriações e acontecimentos documentados».
- American Heritage: «Uma dramatização televisiva ou cinematográfica de uma situação baseada em factos».
- Rhymezone: «um filme ou programa de televisão apresentando factos sobre uma pessoa ou acontecimento»

## Características e linguagem
- Docudramas costumam ter como características:
- Foco em fatos
- Casting de atores. Produtores de docudramas buscam por atores parecidos fisicamente com seus personagens históricos.
- Nomes reais dos personagens históricos, característica que permite diferenciar docudramas de ficções.
- Presença de legendas como uso do discurso direto ou como entrevista direta à câmera.
- Uso de voice-over (locução) ou narradores.
- Uso da música como elemento dramático, como parte da estrutura do filme.
- O choro como um dos efeitos mais favorecidos, produzido no telespectador através de estruturas melodramáticas.
- O docudrama tende a convidar o telespectador a participar do debate exposto.
- Uso de técnicas literárias e narrativas.
- Além do choro como resultado do drama no documentário, o suspense também é elemento dessa narrativa.
- Linguagem típica do teatro dramático, possível de ser encenado.

Alguns produtores optam pelo uso da licença dramática, para diminuir o uso dos fatos históricos e engrandecer a arte dramática de suas produções. Tais mudanças incluem diálogos, eventos ou pensamentos não existentes. Para muitos críticos, essa licença dificulta a distinção do telespectador entre o real e a especulação, enfraquecendo a problemática social e os debates criados com os docudramas.
Essas características encontram-se também em programas televisivos e series, também vistos como docudramas. O maior exemplo foi o programa “You Are There” transmitido pela rede CBS News. Nessa série de 90 capítulos, grandes eventos da história foram reconstituídos dramaticamente, contando, inclusive com a ação jornalística de repórteres, que entrevistaram os personagens históricos, interpretados por atores. Tudo se passava como uma grande viagem ao tempo para fazer o telespectador vivenciar o fato.